# Lumaria
Lumaria is een geslacht van vlinders van de familie bladrollers (Tortricidae), uit de onderfamilie Tortricinae.

## Soorten
- L. afrotropica Razowski, 2002
- L. exalbescens (Meyrick, 1922)
- L. imperita (Meyrick, 1937)
- L. petrophora (Meyrick, 1938)
- L. probolias (Meyrick, 1907)
- L. rhythmologa (Meyrick, 1937)
- L. zeteotoma Razowski, 1984
- L. zeugmatovalva Razowski, 1984
- L. zorotypa Razowski, 1984